# St. Johannes Baptist (Delbrück)
St. Johannes Baptist ist eine katholische Pfarrkirche im ostwestfälischen Delbrück im Kreis Paderborn. Kirche und Gemeinde gehören zum Pastoralverbund Delbrück-Hövelhof im Dekanat Büren-Delbrück des Erzbistums Paderborn. Merkmal der Kirche und Wahrzeichen der Stadt Delbrück ist der schiefe Turm.

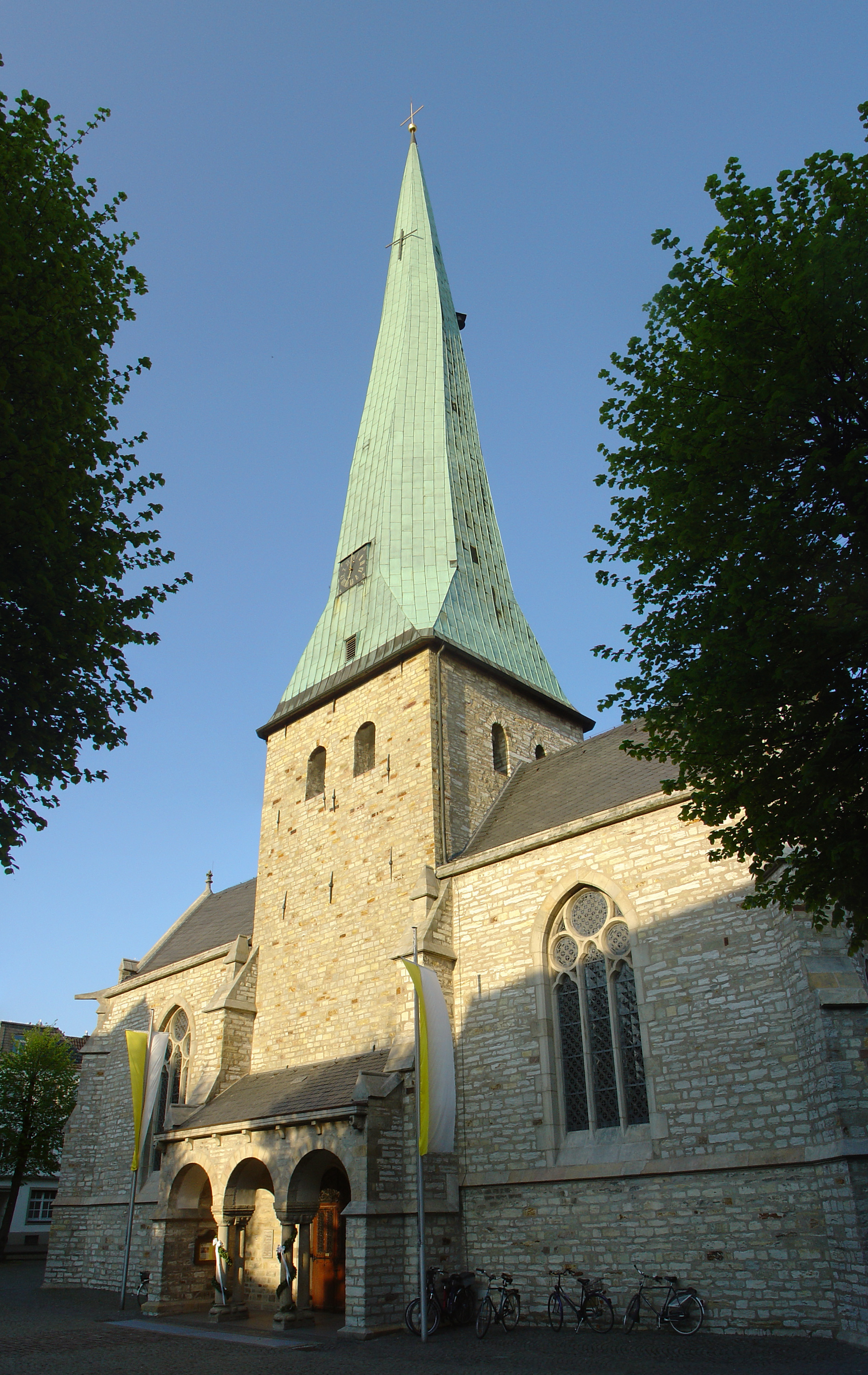
Kirchturm und Hauptportal der St.-Johannes-Baptist-Kirche in Delbrück

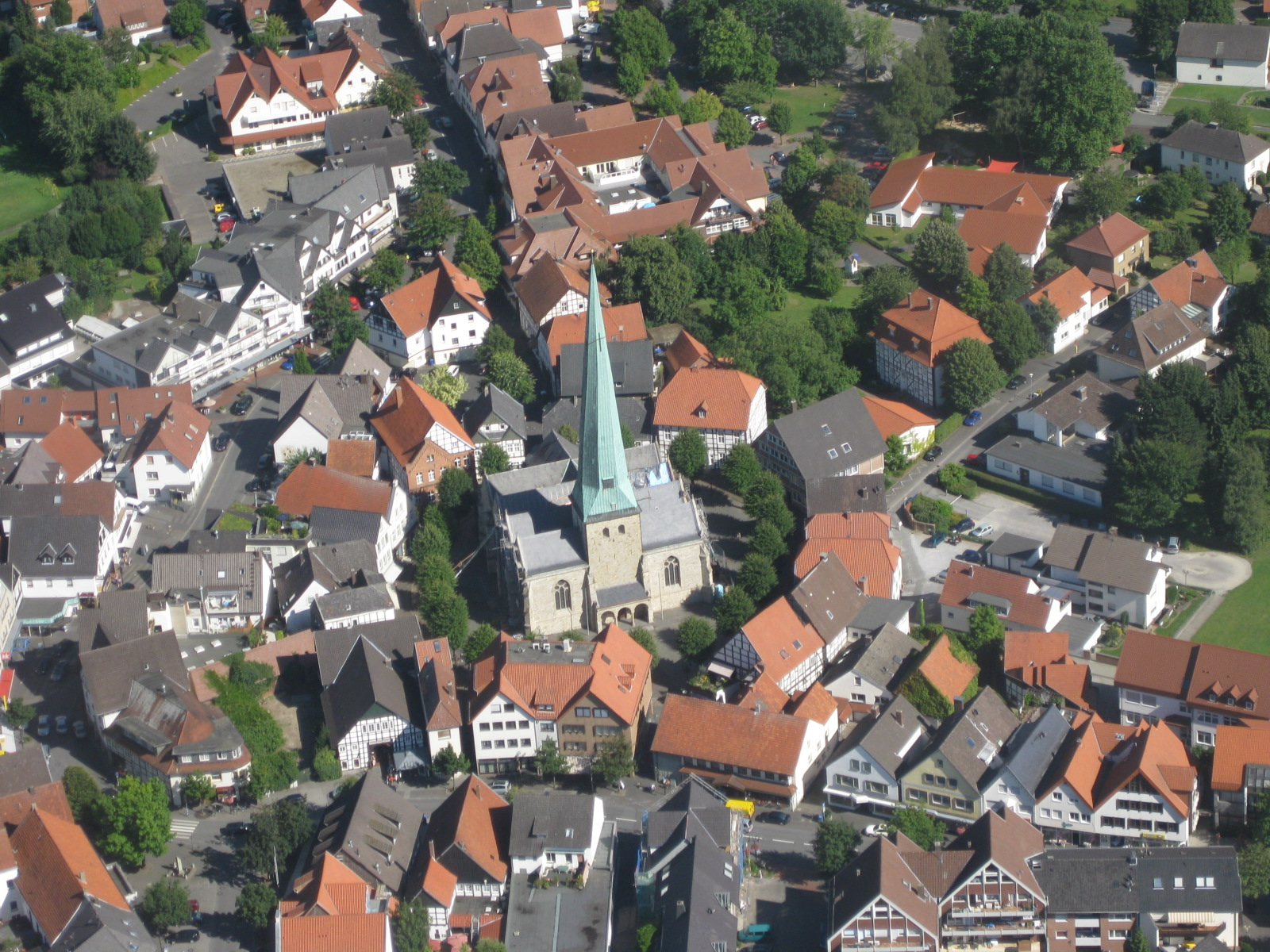
Kirchplatz mit Kirche

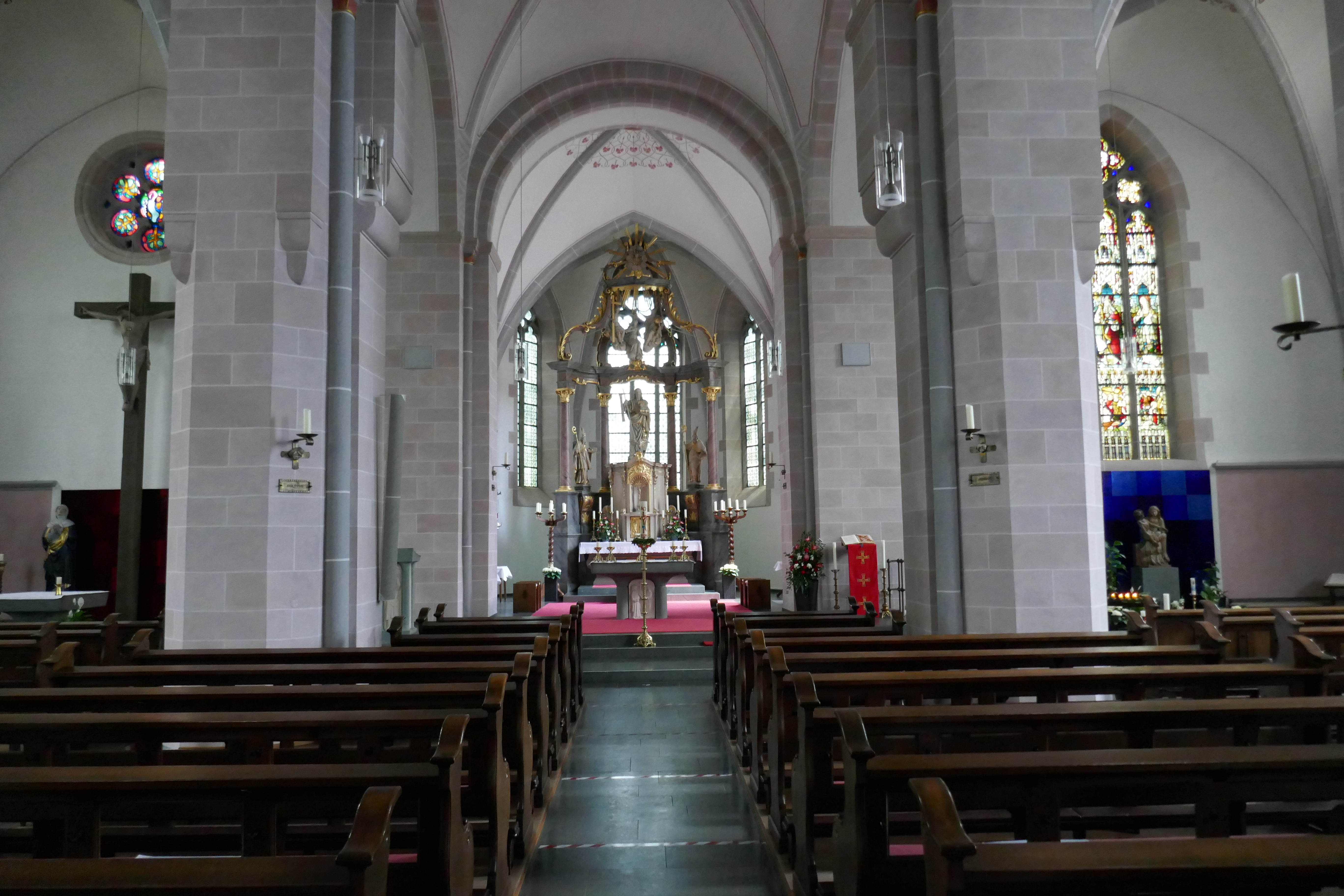
Innenansicht

## Baugeschichte
Vermutlich existierten mehrere Vorgängergebäude, gesicherte Erkenntnisse gibt es wegen mangelnder archäologischer Untersuchungen nicht. Das heutige Mittelschiff und der Turm wurden als zweijochige eingewölbte romanische Basilika (Stützenwechsel mit Doppelsäulchen) mit gerade geschlossenem Chor und eingezogenem Turm um 1180 erbaut. Als Wehrkirche in der alten Kirchenburg hatte sie nur eine Tür auf der Südseite. Um 1340 wurde das südliche Schiff durch ein gotisches Schiff mit gleicher Höhe wie das Mittelschiff ersetzt. Zugleich wurde ein gotischer Chor angebaut, so dass der romanische Chor zum dritten Joch wurde. 1864 bis 1868 wurde auch das nördliche Schiff durch ein neugotisches ersetzt. Zugleich bekam das Südschiff das westliche Joch hinzu. Damit steht der Turm nun im Baukörper der jetzigen Hallenkirche. Der hohe schiefe Turmhelm wurde um 1400 erbaut und ergab eine Gesamthöhe von 65 m. Der Turm besteht aus Holz und dieses hat sich mit den Jahren witterungsbedingt gebogen. Die Schieflage hat sich in den letzten Jahrzehnten noch verstärkt.
Die Kirche wurde 2008 äußerlich saniert, 2009/2010 erfolgte eine grundlegende Innenrenovierung. Am 7. Februar 2010 wurde die Kirche wieder geöffnet.

## Sehenswerte Kunstwerke
Die bedeutendsten Kunstwerke sind:
- Gnadenkreuz von 1496
- Pietà aus dem 14. Jahrhundert
- eine barocke Doppelmadonna aus dem 18. Jahrh.
- eine barocke Figur der hl. Agatha
- der barocke Hochaltar (ehemals im Kloster Böddeken)

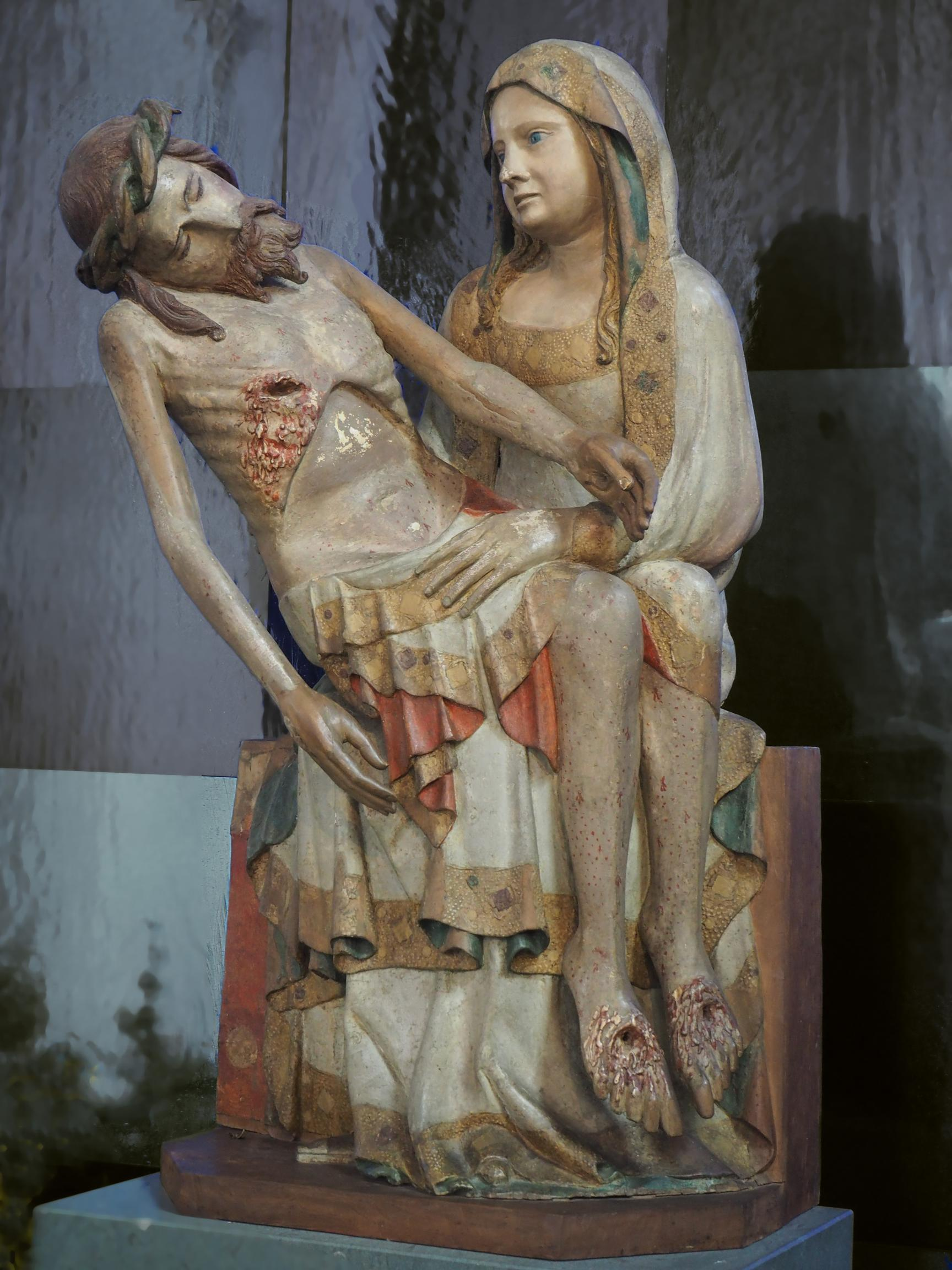
Pietà
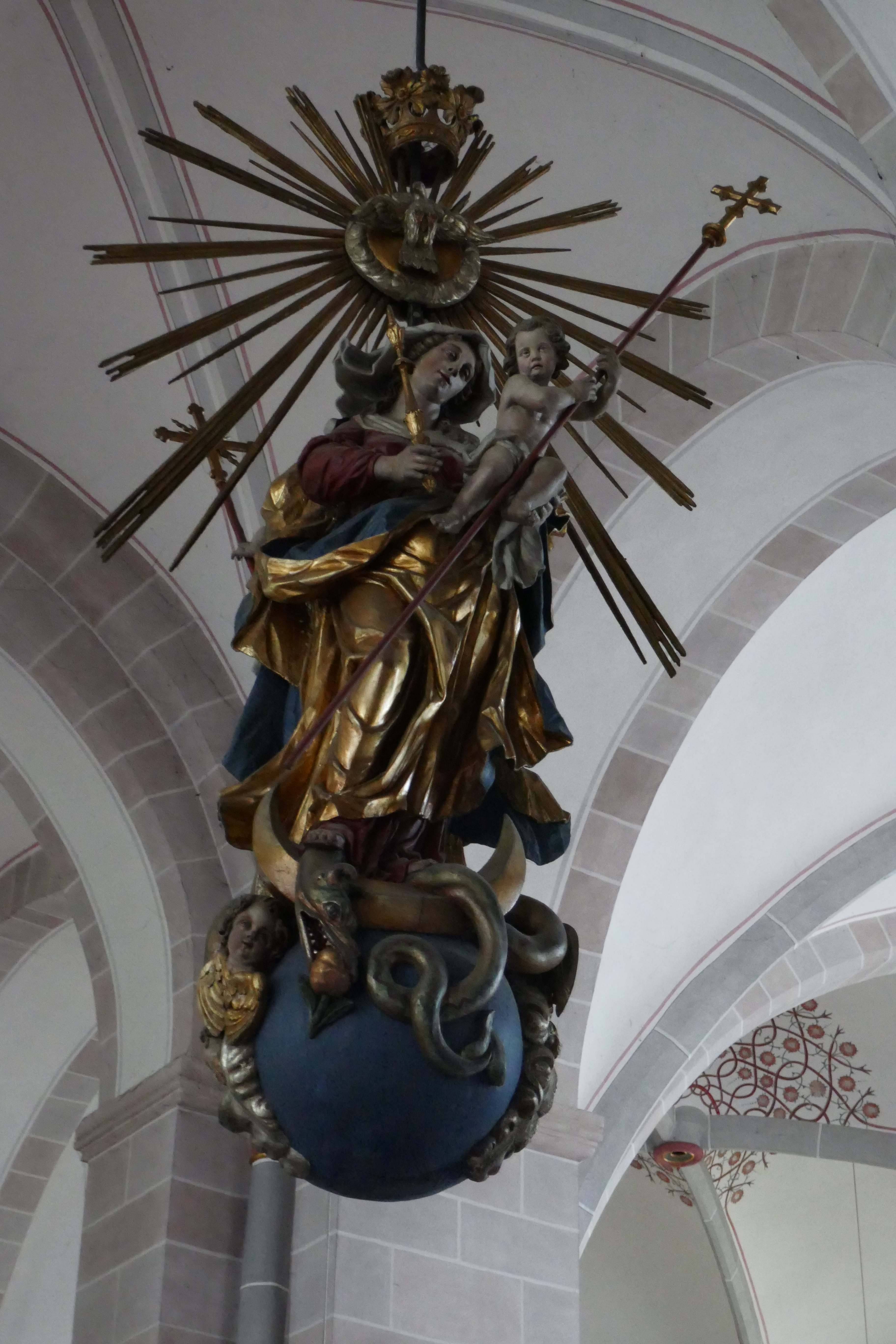
Doppelmadonna
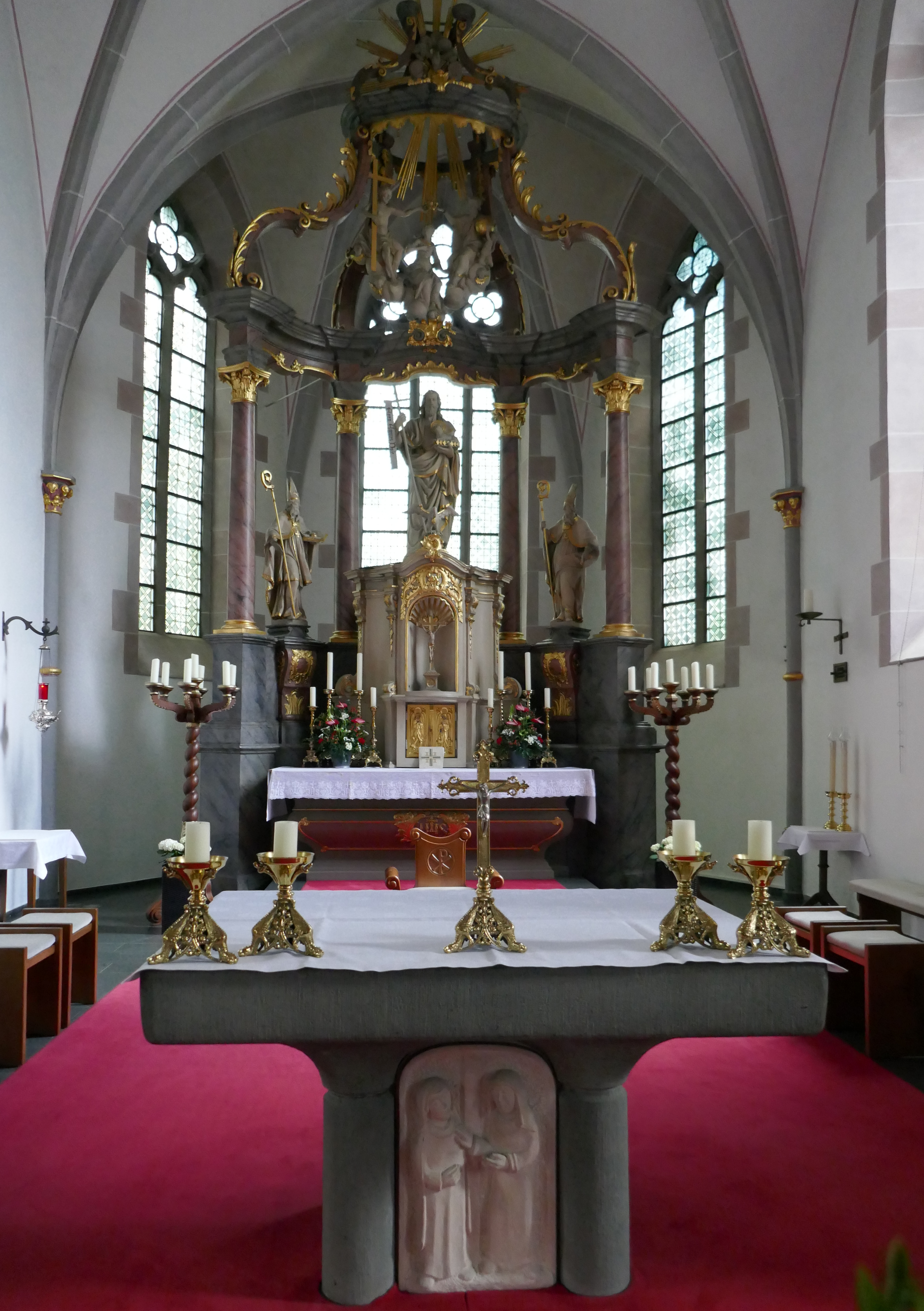
Hochaltar

## Glocken
Das Geläut von St. Johannes besteht aus drei Glocken. Hinzu kommen im Turm die beiden Uhrschlag-Glocken, welche die ältesten Glocken der Kirche sind. Die jüngste und größte Glocke Johannes wurde 1949 in Briloner Sonderbronze gegossen. Die große Uhrglocke schlägt die vollen Stunden, die kleine ist die Viertelstundenglocke. Beide sind keine Läuteglocken mehr.
| Glocke | Name/Patron         | Gussjahr   | Gießer               | Durchmesser | Gewicht ca. | Nominal |
| ------ | ------------------- | ---------- | -------------------- | ----------- | ----------- | ------- |
| 1      | Johannes            | 1949       | Albert Junker/Brilon | 2300 mm     | 4360 kg     | as°+3   |
| 2      | Liborius und Agatha | 1784       | Gebrüder Greve       | 1440 mm     | 1800 kg     | c′+10   |
| 3      | Maria               | 1518       | Wolter Westerhues    | 1333 mm     | 1500 kg     | es′+4   |
| 4      | Große Uhrglocke     | 1494       | Johartwich de Lippia | 0678 mm     |             | f″+9    |
| 5      | Kleine Uhrglocke    | 12. Jahrh. | unbekannt            | 0535 mm     |             | b″      |